# Groovin' Live, II
Groovin' Live, II è un album live di Red Garland, pubblicato dalla Alfa Jazz Records nel 1974. Il disco fu registrato dal vivo nei giorni 7, 8, 11 & 12 marzo del 1974 al Keystone Korner di San Francisco, California (Stati Uniti).

## Tracce
1. Bag's Groove – 11:17 (Milt Jackson)
2. When I Fall in Love – 7:37 (Victor Young, Edward Heyman)
3. Have You Met Miss Jones? – 11:16 (Richard Rodgers, Lorenz Hart)
4. When Sunny Gets Blue – 7:51 (Marvin Fisher, Jack Segal)
5. Desafinado – 14:06 (Antônio Carlos Jobim, Newton Mendonça, Jon Hendricks)
6. Over the Rainbow – 7:22 (Harold Arlen, E.Y. Harburg)
7. Blues in the Closet – 8:40 (Oscar Pettiford)
8. I See Your Face Before Me – 7:51 (Arthur Schwartz, Howard Dietz)
9. Cherokee – 7:48 (Ray Noble)
10. The Second Time Around – 7:51 (Jimmy Van Heusen, Sammy Cahn)
11. Billy Boy – 8:35 (Brano tradizionale)
12. Little Girl Blue – 8:10 (Richard Rodgers, Lorenz Hart)
13. Autumn Leaves – 11:37 (Joseph Kosma, Jacques Prevert, Johnny Mercer)

## Musicisti
- Red Garland - pianoforte
- James Leary - contrabbasso
- Eddie Marshall - batteria